# David Hamilton (beisbolista)
David Lewis Hamilton (San Marcos, Texas, 29 de septiembre de 1997), más conocido como David Hamilton, es un jugador profesional estadounidense de béisbol que se desempeña en la posición de campocorto en Boston Red Sox, equipo de las Grandes Ligas de Béisbol (MLB).

## Carrera
En 2023, Hamilton hizo su debut en la MLB con el equipo Boston Red Sox, donde lleva jugando dos temporadas.